# میشل ایدالگو
میشل ایدالگو (فرانسوی: Michel Hidalgo‎, تلفظ فرانسوی: [mi. ʃɛl i.dal.go]، زاده ۲۲ مارس ۱۹۳۳ – درگذشته ۲۶ مارس ۲۰۲۰) بازیکن و مربی فوتبال اهل فرانسه بود.
وی سابقه بازی در تیم‌هایی همچون باشگاه فوتبال لو آور، باشگاه فوتبال استاد رنس و باشگاه فوتبال موناکو و همچنین مربی‌گری در تیم ملی فوتبال فرانسه را در کارنامه دارد.
در خانه‌اش در مارسی، به دلیل کهنسالی در سن ۸۷ سالگی درگذشت.

## افتخارات

### بازیکن
رنس
- لیگ ۱: ۱۹۵۴–۵۵
- سوپر جام فوتبال فرانسه: ۱۹۵۵
- لیگ قهرمانان اروپا: نایب قهرمان جام باشگاه‌های اروپا ۵۶–۱۹۵۵

موناکو
- لیگ ۱: ۱۹۶۰–۶۱، ۱۹۶۲–۶۳
- جام حذفی فوتبال فرانسه: ۱۹۵۹–۶۰، ۱۹۶۲–۶۳
- سوپر جام فوتبال فرانسه: ۱۹۶۱

### مربی
فرانسه
- جام ملت‌های اروپا: قهرمان جام ملت‌های اروپا ۱۹۸۴
- جام جهانی فوتبال: مقام چهارم جام جهانی فوتبال ۱۹۸۲

### انفرادی
- مربی سال فرانسه انتخاب توسط فرانس فوتبال: ۱۹۸۲
- مربی سال جهان انتخاب توسط مجله ورلد ساکر: ۱۹۸۴